# تام بولارینوا
تام بولارینوا (انگلیسی: Tom Bolarinwa؛ زادهٔ ۲۱ ژانویهٔ ۱۹۹۰) بازیکن فوتبال اهل بریتانیا است.
از باشگاه‌هایی که در آن بازی کرده‌است می‌توان به باشگاه فوتبال ساتون یونایتد و باشگاه فوتبال گریمزبی تاون اشاره کرد.